# Nicola Signorello
Nicola Signorello (San Nicola da Crissa, 18 de junio de 1926-Roma, 26 de diciembre de 2022) fue un funcionario público y político italiano.

## Biografía
Nació en San Nicola da Crissa en 1926. Se inscribió en la Democracia Cristiana. 
Fue Senador, miembro del Parlamento italiano, Alcalde de Roma, Presidente (Prefecto) de la Provincia de Roma y Ministro de Turismo, Deporte y Espectáculo y Ministro de la Marina Mercante.